# George Geoffrey Meyerhof
George Geoffrey (Gottfried) Meyerhof CM (* 29. Mai 1916 in Kiel; † 2. Januar 2003 in Halifax) war ein deutschstämmiger kanadischer Bauingenieur.
Er war der Sohn des Nobelpreisträgers Otto Meyerhof und studierte Bauingenieurwesen an der Universität London. Nach dem Abschluss 1938 arbeitete er mehrere Jahre in einem Ingenieurbüro, bevor er an der Universität London promoviert wurde. Ab 1946 war er an der Building Research Station, wo er grundlegende Forschungsarbeiten in der Geotechnik ausführte, insbesondere zu Tragfähigkeit von Gründungen und zum Grundbruch, die ihm 1954 einen D. Sc. Doktorgrad der Universität London einbrachten. 1953 wanderte er nach Kanada aus und wurde in Montreal leitender Ingenieur der Foundation of Canada Engineering Corporation, wo er unter anderem Brücken und Hochbauten entwarf.
Meyerhof ist für seien Tragfähigkeitsformeln bekannt, die auch Eingang in verschiedene nationale Normen fanden. Später befasste er sich besonders mit der Tragfähigkeit von Pfahlgründungen.
Er war Ehrenmitglied der ICE (2000) und Fellow der Royal Society of Canada und der Canadian Society of Engineering. 1999 erhielt er den Order of Canada, die Centennial Medal of Canada und die Queen’s Silver und Golden Jubilee Medal. 1991 erhielt er den Terzaghi Award und 1975 hielt er die Terzaghi Lecture (Bearing capacity and settlement of pile foundations, J. Geotechnical Engineering Division ASCE, Band 102, 1976, GT 3, S. 195–228). Er war der erste Präsident der Canadian Geotechnical Society. Er war mehrfacher Ehrendoktor (Technische Universität Aachen, Universität Gent, Technical University of Nova Scotia, McMaster University, Queen’s University (Kingston), Concordia University (Ottawa)).
Er war zweimal verheiratet, zuletzt mit Ingrid Goering Meyerhof, und hatte drei Söhne.

## Quelle
- Nachruf im Halifax Herald, 5. Januar 2003

## Schriften
- The ultimate bearing capacity of foundations, Geotechnique, Band 2, 1950, S. 301–333
- Influence of Roughness of Base and Ground-Water Conditions on the Ultimate Bearing Capacity of Foundations, Géotechnique, Band 5, 1955, S. 227–242
- Some recent research on the bearing capacity of foundations, Canadian Geotech. J., Band 1, 1963, S. 16–26
- Compaction of Sands and bearing capacity of piles, J. Geotech. Eng. Division ASCE, Band 85, SM 6, 1959, S. 1